# Hoogblokland

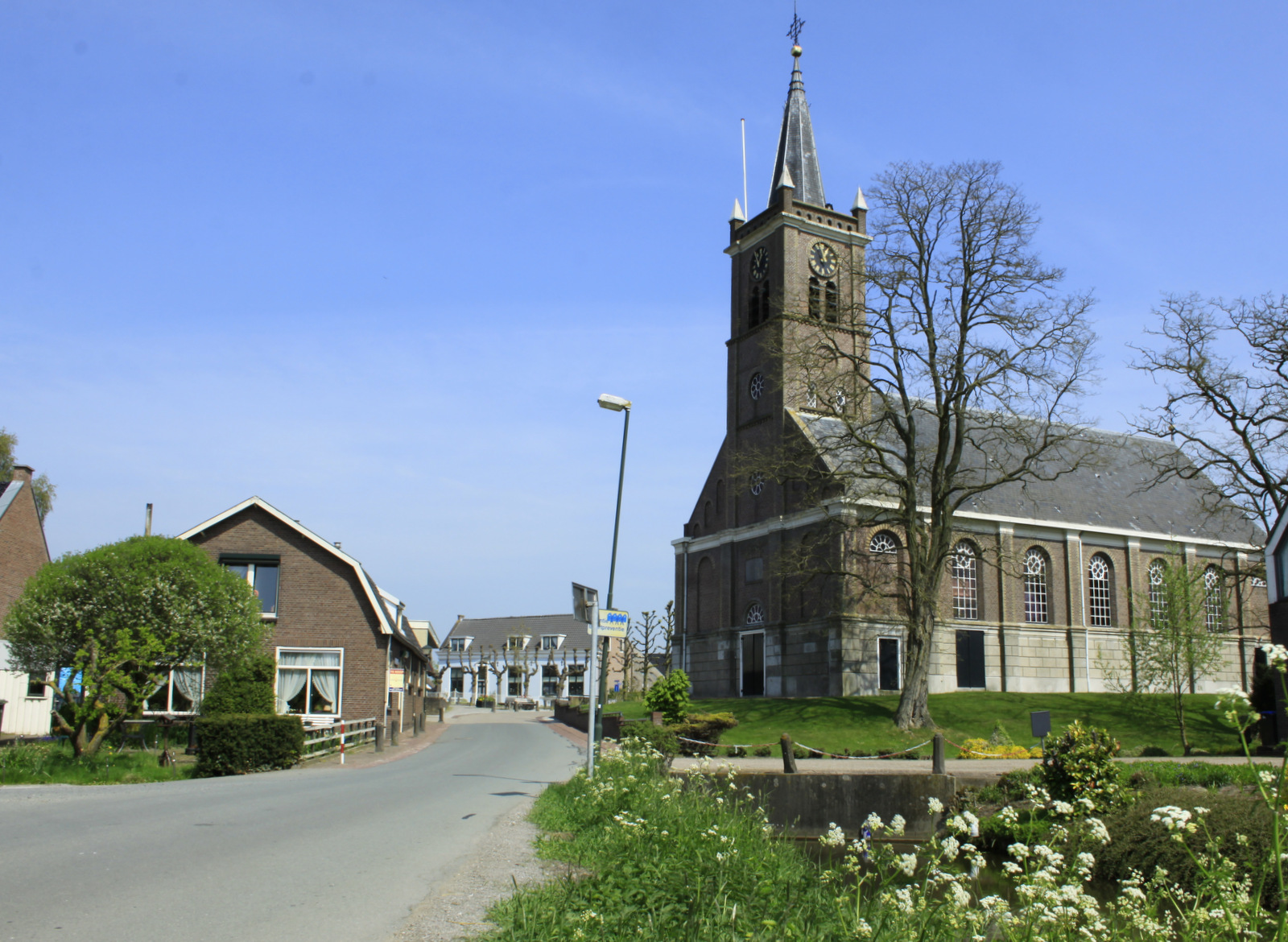
Hoogblokland: la Hervormde Kerk

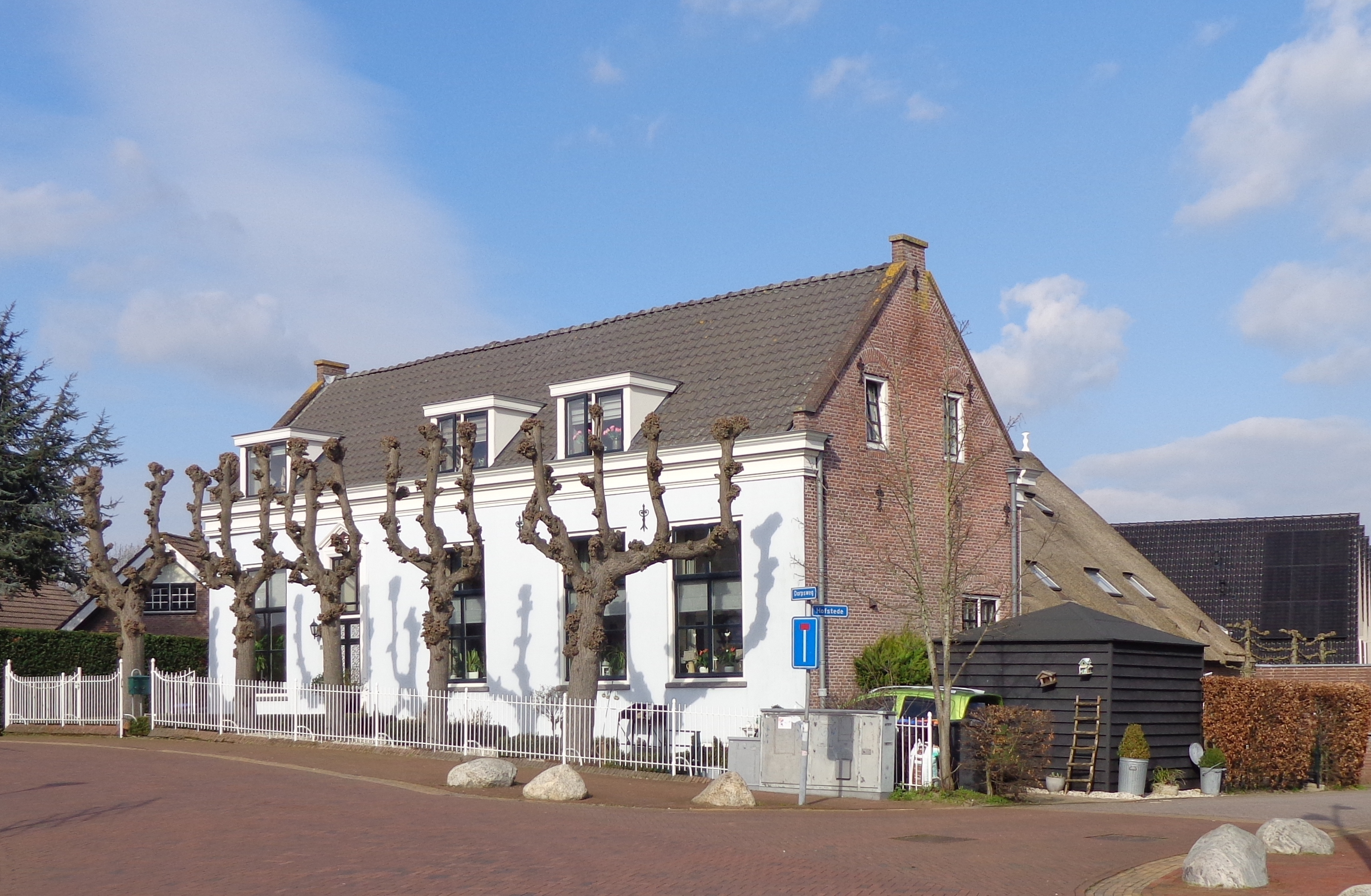
Edificio classificato come gemeentelijk monument a Hoogblokland

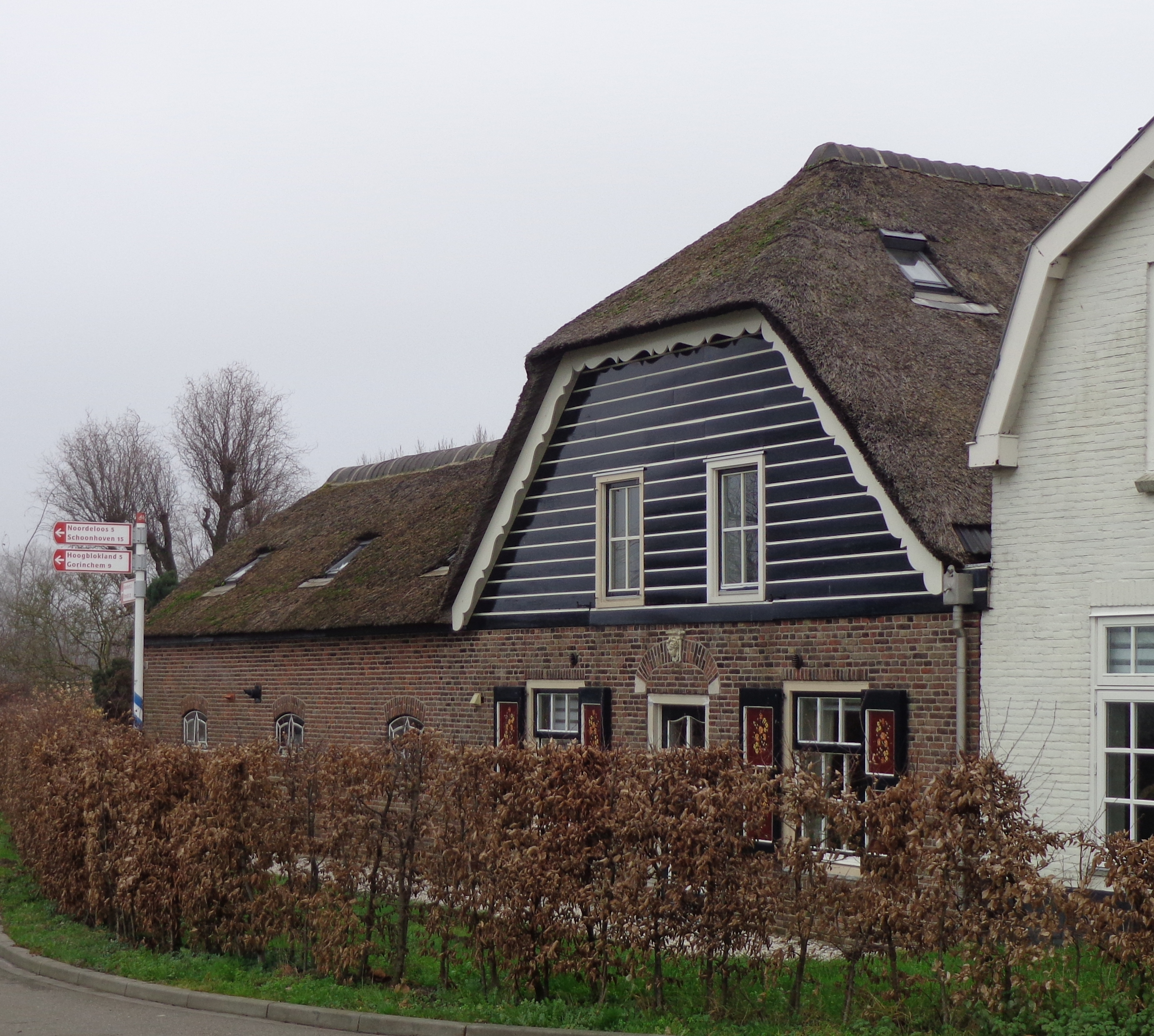
Fattoria a Hoogblokland

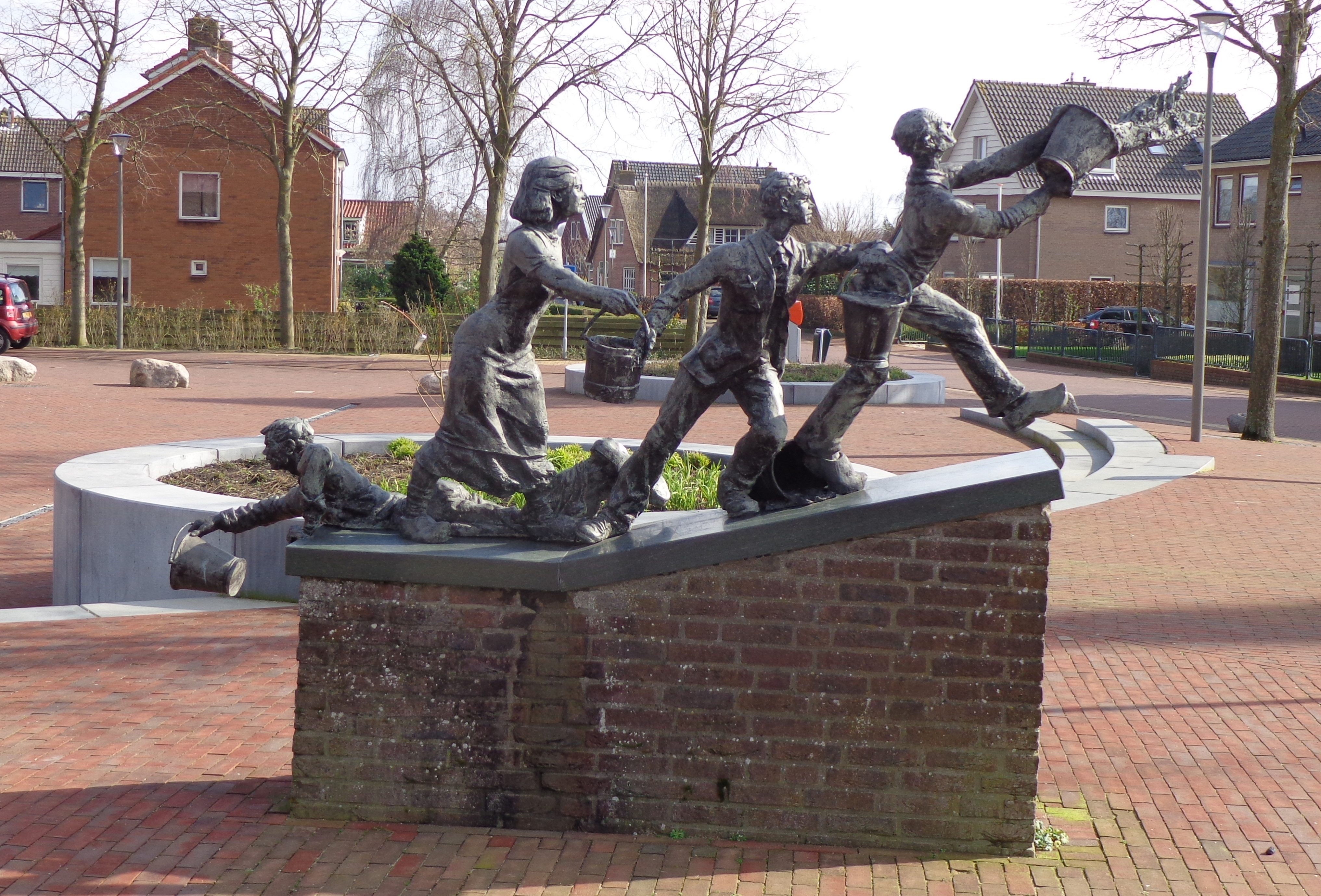
Scultura di Marcus Ravenswaaij (1925-2003) a Hoogblokland

Hoogblokland è un villaggio (dorp) di circa 1 400 abitanti del sud-ovest dei Paesi Bassi, facente parte della provincia dell'Olanda Meridionale (Zuid-Holland) e situato lungo il corso del Merwedekanaal (che segna il confine con la provincia di Utrecht), nella regione dell'Alblasserwaard.  Dal punto di vista amministrativo, si tratta di un ex-comune, dal 1986 inglobato nella municipalità di Giessenlanden, comune a sua volta assorbito nel 2012 nella nuova municipalità di Molenlanden.

## Geografia fisica

### Territorio
Hoogblokland si trova nell'estremità sud-orientale della provincia dell'Olanda meridionale, a pochi chilometri a sud di Meerkerk e tra le località di Hoornaar e Arkel (rispettivamente a est della prima e a nord-ovest della seconda).
Il Merwedekanaal bagna l'intera parte orientale del villaggio.
Il villaggio occupa una superficie di 7,69 km², di cui 0,08 km² sono costituiti da acqua.

## Origini del nome
Il nome della località è attestato anticamente come Blocland (1331), Hooge Blocklandt (1394) e Hoog-Blokland (1840), è formato dal termine blokland, che indica un territorio chiuso su tutti i lati, e dal termine hoog, che significa "alto" e che distingue il villaggio dal polder di Laag-Blokland.

## Storia

### Simboli
Nello stemma di Hoogblokland sono raffigurati degli scacchi di color nero su sfondo bianco.
Questo stemma corrisponde a quello del casato di Arkel.

## Monumenti e luoghi d'interesse
Hoogblokland vanta 8 edifici classificati come rijksmonument e 17 edifici classificati come gemeentelijk monument.

### Architetture religiose

#### Hervormde Kerk
Principale edificio religioso di Hoogblokland è la Hervormde Kerk ("chiesa protestante"), situata lungo la Dorpsweg e realizzata nel 1880 su progetto dell'architetto A. van der Haven al posto di una preesistente chiesa medievale.

## Società

### Evoluzione demografica
Al censimento del 2020, Hoogblokland contava una popolazione pari a 1 385 abitanti.
La popolazione al di sotto dei 16 anni era pari a 205 unità, mentre la popolazione dai 65 anni in su era pari a 265 unità.
La località ha conosciuto un lieve incremento demografico a partire dal 2018, quando contava 1 378 abitanti. Negli anni precedenti (ad eccezione del 2016) si era assistito quasi sempre a un decremento demografico a partire dal 2014, quando Hoogblokland contava 1 450 abitanti.

### Suddivisioni amministrative
Buurtschappen
- Bazeldijk (in parte)
- Hoge Giessen (parte)
- Minkeloos (in gran parte)